# MASAKing
MASAKing（まさきんぐ、1979年5月23日 - ）は、日本の音楽家、ドラマー、パーカッショニスト。自身では「電子打楽器奏者」と称している。宮城教育大学教育学部卒業。日本音楽教育学会所属。本名は鈴木正樹。

## 人物
宮城県仙台市に生まれる。15歳よりドラムを始める。
音楽プロデューサーのTeddyLoidと深い親交があり、Teddyが16歳の頃からの知り合いでMASAKingとのセッションによる出会いである。2人は仕事、プライベート共に仲が良く、音楽フェスでの共演を果たす。
ローランドとの関わりが深く、電子楽器の開発やローランド・ミュージック・スクールのVドラムコース開発に携わり、村石雅行監修のもと教本を執筆した。電子パーカッション（ローランド HandSonicなど）や電子ドラムセット（ローランド V-Drums）の演奏に関しては、世界レベルである。
2013年には「ICT音楽教育家 鈴來正樹」として、「リズム」「電子楽器」「ICT」をキーワードに教育研究活動も行っている。

## 来歴
- 2004年 - ノーボトム!でavex traxよりデビュー。
- 2009年5月13日 - ファーストソロアルバム「千変万化」をリリース。
- 2014年1月 - 毎年米国で開催される世界最大の楽器ショー「NAMM: 業界では 'ナム・ショー' と呼んでいる」に、ローランドのHandSonic新製品 (HPD-20) のデモンストレーターとして招聘される。[2]

## アルバム
1. 千変万化（2009年5月13日リリース）[3]
2. [2007.04]　セカンドソロDVD「I am MASAKing2~I am Japanese!~」発売。